# Amsterdam Loeki Stardust Quartet
Het Amsterdam Loeki Stardust Quartet was een Nederlands blokfluitkwartet. Het kwartet speelde blokfluitmuziek vanaf de renaissance tot hedendaagse muziek, op zowel oude als moderne instrumenten.
Het ensemble werd in 1978 opgericht door vier studenten van het Sweelinck Conservatorium in Amsterdam, te weten Daniël Brüggen, Karel van Steenhoven, Paul Leenhouts en Bertho Driever. In 1981 werden ze bekend door het winnen van het Musica Antiqua-concours in Brugge, waarna vele tournees over de gehele wereld volgden. Ook speelde het ensemble meerdere malen op verzoek van en voor Koningin Beatrix.
Een belangrijke basis voor het succes van het ALSQ was het uitgebreide instrumentarium, bestaande uit renaissance-, barok-, en moderne fluiten in alle denkbare stemmingen.
Naast het spelen van blokfluitmuziek heeft het ensemble bijgedragen tot het repertoire voor blokfluit door het uitgeven van een serie bladmuziek bij Moeck Verlag en het bouwen van nieuwe blokfluiten in samenwerking met bouwers van muziekinstrumenten.
Het Amsterdam Loeki Stardust Quartet heeft een omvangrijk repertoire op cd uitgebracht, onder andere bij L'Oiseau Lyre, Decca en Channel Classics Records. In 1986 en 1988 werden twee van hun cd's bekroond met een Edison Klassiek.
In 2001 nam Paul Leenhouts afscheid van het kwartet. Zijn plaats werd ingenomen door Daniël Koschitzky Het jubileumconcert in verband met het 25-jarig bestaan vond op zaterdag 12 juni 2004 plaats in de Maartenskerk te Kollum. Na de opname van de 18e CD: "Nocturne", in 2005 uitgebracht, werd Bertho Driever opgevolgd door Andrea Ritter. Omdat die wisselingen toch niet helemaal bevredigend werkten, gaf het ALSQ in november 2007 een laatste concert in de nieuwe samenstelling.
In het zicht van het 30-jarig bestaan sloot het ALSQ zijn bestaan af in 2008 en 2009 met een serie concerten in de oude bezetting. Zondag 26 oktober 2008 werd het jubileum met een feestelijke middag in de Amsterdamse Amstelkerk gevierd. Daarbij werd tevens een verzamel-CD + DVD gepresenteerd: "The Loeki Files".